# Síria Segona
Síria Segona (Syria Secunda) fou una província romana sorgida al segle IV per divisió de la província de Síria Cele (de la que era la part oriental). La capital fou Apamea i abraçava les ciutats d'Epiphaneia, Arethusa, Larissa, Mariamne, Balaneia, Raphaneae, i Seleucia ad Belum. Malalas (abans de Síria Primera) li fou incorporada més tard, al final del segle).